# 高碘酸鉀
高碘酸鉀是一種無機化合物，化學式為KIO4。它由鉀陽離子和高碘酸根陰離子組成。也可以看作是高碘酸的钾鹽。
低溶解度的高碘酸鉀有助於鉀的測定。

## 制備
在氯水中加入碘酸鉀和氫氧化鉀，然後煮沸，會出現沉澱，再用冰水洗滌和過濾。另外會產生氯化鉀：
{\displaystyle \mathrm {KIO_{3}+2\ KOH+Cl_{2}\longrightarrow KIO_{4}+2\ KCl+H_{2}O} }

## 性質
高碘酸鉀是一種強氧化劑。
{\displaystyle \mathrm {KIO_{4}+2\ KI+H_{2}O\longrightarrow KIO_{3}+I_{2}+2KOH} }
{\displaystyle \mathrm {KIO_{4}+2\ KI+H_{2}O\longrightarrow KIO_{3}+I_{2}+2KOH} }
當高碘酸鉀溶解於氫氧化鉀生成二高碘酸钾, 與硝酸反應可回到簡單的碘酸鉀。
{\displaystyle \mathrm {2\ KIO_{4}+2\ KOH\longrightarrow K_{4}I_{2}O_{9}+H_{2}O} }
{\displaystyle \mathrm {K_{4}I_{2}O_{9}+2\ HNO_{3}\longrightarrow 2KIO_{4}+2KNO_{3}+H_{2}O} }
{\displaystyle \mathrm {2\ K_{2}H_{3}IO_{6}\ {\xrightarrow {100^{o}C}}\ K_{4}I_{2}O_{9}+3\ H_{2}O} }
在水溶液離子平衡：
{\displaystyle \mathrm {\lbrack H_{3}IO_{6}\rbrack ^{2-}+H^{+}\rightleftharpoons \lbrack IO_{4}\rbrack ^{-}+2\ H_{2}O} }
{\displaystyle \mathrm {2\ \lbrack H_{3}IO_{6}\rbrack ^{2-}\rightleftharpoons 2\ \lbrack HIO_{5}\rbrack ^{2-}+2\ H_{2}O} }
{\displaystyle \mathrm {2\ \lbrack HIO_{5}\rbrack ^{2-}\rightleftharpoons \lbrack H_{2}I_{2}O_{10}\rbrack ^{4-}\rightleftharpoons \lbrack I_{2}O_{9}\rbrack ^{4-}+H_{2}O} }

## 用途
高碘酸鉀可作為分析試劑用於測定鈰或二价锰。